# 8 × 22 мм Намбу

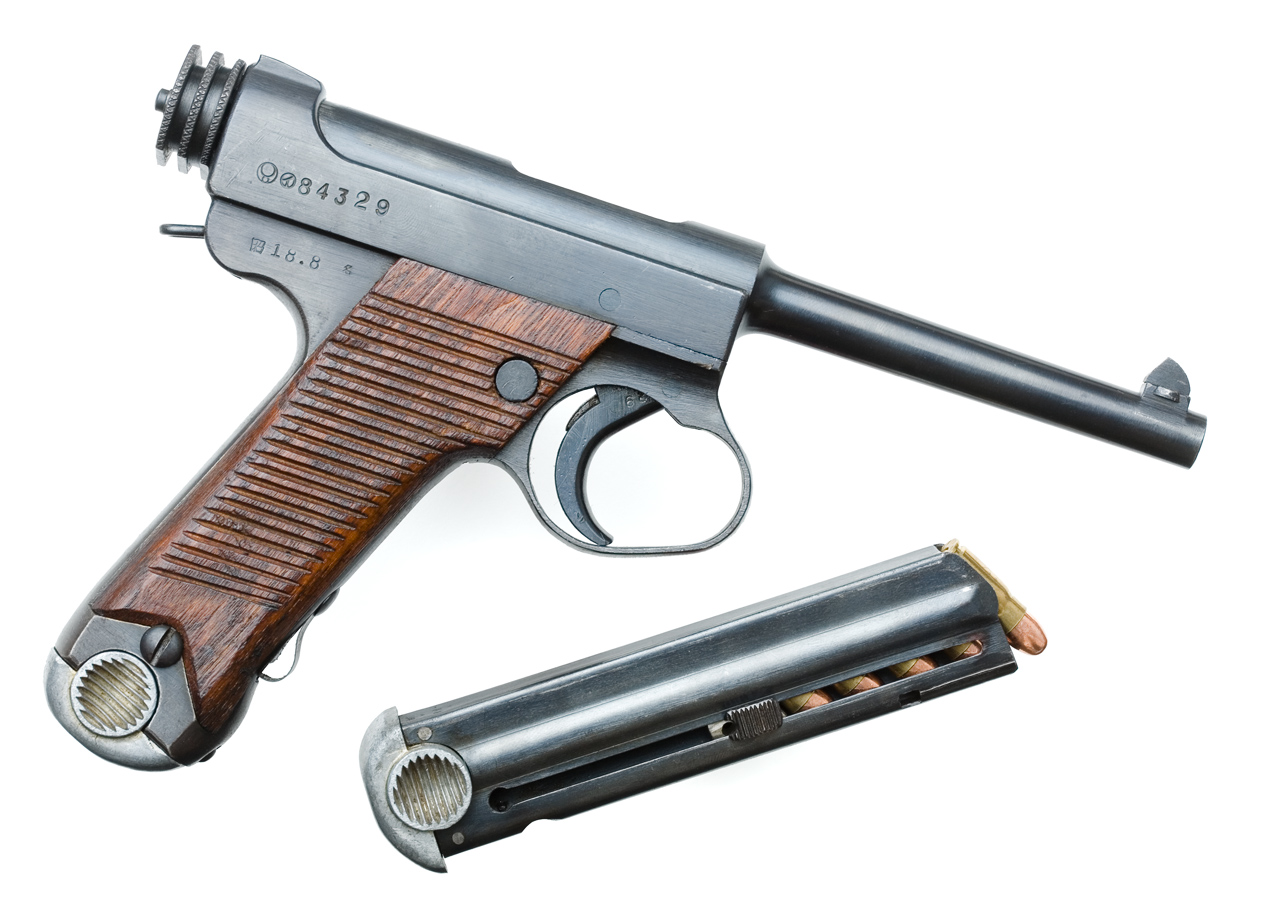

8×22 мм Намбу — пистолетный патрон, разработанный для пистолета Намбу тип 4 и также использовавшийся в пистолете Намбу Тип 14, имел оболочечную пулю калибром 8 мм и массой 6,67 грамма. Является японским вариантом патрона 7,65×21 мм Парабеллум. Кроме армейских пистолетов, использовался в выпущенном в небольшом количестве японском пистолете-пулемете Тип 100.
После капитуляции Японии в сентябре 1945 года производство патронов было прекращено, а находившееся на Японских островах оборудование для их выпуска — демонтировано и уничтожено в ходе выполнения программы демилитаризации Японии. В следующие десятилетия патроны постепенно стали дефицитными, владельцам оружия под этот патрон рекомендовалось переснаряжать стреляные гильзы. В дальнейшем, американский оружейник Джордж Спенс из штата Миссури разработал технологию изготовления патронов 8×22 мм Намбу с использованием гильз револьверного патрона .41 Long Colt.
Гильза бутылочной формы; латунная или стальная, плакированная медью; с проточкой для экстрактора и слегка выступающей закраиной.

## Достоинства и недостатки
Как и все боеприпасы, патрон 8х22 имеет свои достоинства и недостатки:
| Достоинства | Недостатки                                |
| --- | ----------------------------------------- |
| Возможность применять глушитель. В целом достаточное останавливающее действие для таких целей даже обычной оболочечной пули (FMJ). | Недостаточное убойное действие.           |
| Комфортная стрельба патроном и умеренная отдача даже в небольшом оружии.                                                           | Низкая пробивная способность.             |
| Высокая кучность и точность стрельбы.                                                                                              | Невысокая эффективная дальность стрельбы. |

Заряд пороха массой около 0,23 грамма разгонял пулю до скорости порядка 325 м/с. Кинетическая энергия составляет порядка 350—380 Дж. Это примерно в 1,5 раза ниже, чем у пистолетных боеприпасов других государств — участников Второй мировой войны, таких как 7,62×25 мм ТТ, 9 мм Парабеллум, .45 ACP. Оболочка пули медная, латунная или стальная, покрытая медью.
Этот патрон по современным меркам является довольно слабым: его пуля обладает останавливающим и пробивным действием примерно на уровне револьвера Нагана обр. 1895 г.